# Ahl al-Kisa
Ahl al Kisa' (in arabo أَهْل ٱلْكِسَاء‎?) o Popolo del Mantello, è il gruppo di persone costituito dal Profeta dell'islam Maometto, sua figlia Fāṭima bint Muhammad, suo cugino e suo genero ʿAlī ibn Abī Ṭālib e i suoi due nipoti Hassan e Al-Husayn ibn Ali.
Essi sono chiamati anche Aal al-Aba (in arabo آل ٱلْعَبَاء‎?) e in persiano Panj-Tan (in persiano پنج تن‎), che significa i Cinque. L'origine di questa credenza si trova nell'Hadith dell'Evento del Mantello e nell'Hadith di Mubahala. Questo Ḥadīth è classificato come autentico da musulmani sciiti e sunniti, tuttavia molti sunniti sostengono un'interpretazione diversa. È uno dei fondamenti della concezione sciita dell'Imam, che afferma che i discendenti patrilineari della figlia di Maometto hanno una speciale leadership spirituale e divina sulla comunità musulmana. Gli Ahl al-Kisa, insieme ai loro discendenti, gli Imam, formano la definizione sciita di Ahl al-Bayt, il "Popolo della casa" o la famiglia di Maometto. I tre filoni più importanti dell'Islam sciita differiscono sulla natura dell'Ahl al-Kisa e degli Imam. I due filoni più grandi, i Duodecimani e gli Ismailiti, considerano gli imam in uno stato di Ismah (protezione) o di infallibilità, una credenza che deriva dal verso di Purificazione del Corano.
Al contrario, il terzo filone, gli Zayditi, li vede solo come figure politiche con il compito di condurre rivolte contro governanti e governi corrotti.

## Hadith del Mantello

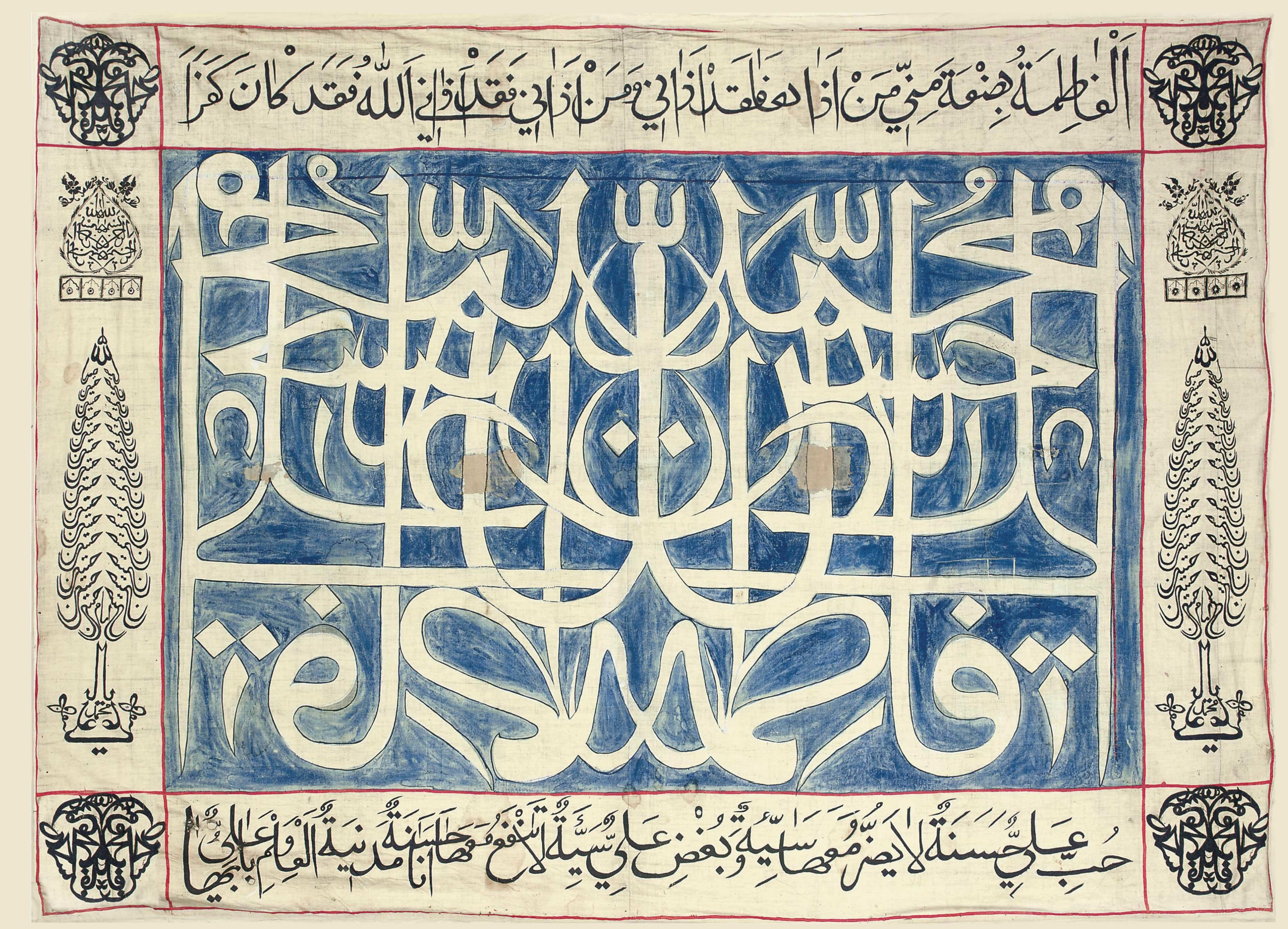

L'Hadith del Mantello ( in arabo حديث الكساء‎? Hadith-e-Kisa ) si riferisce ad Ahl al-Kisa. L'hadith è il racconto di un incidente in cui Maometto raccolse Hassan, Husayn, Ali e Fatimah sotto il suo mantello. Questo è citato in diversi hadith, incluso all'interno di Sahih Muslim, dove Muhammad è citato come Ahl al-Bayt, o Popolo della casa, dalla seconda parte del verso di purificazione ( ayat ul-tahir ). Questo hadith è il fulcro delle credenze sciite. Per gli sciiti, il fatto che il leader dei musulmani dovrebbe essere purificato (per Corano 33:33) è alla base della loro dottrina, e come lui i suoi discendenti attraverso Fatimah e Ali che sono stati purificati da Dio. Inoltre fa parte della dottrina sciita considerare questa linea di discendenti infallibile, pura e senza peccato ( ma`suum ). Gli sciiti credono che l'hadith mostri che Muhammad, Fatima, Ali, Hasan e Husayn sono gli unici membri di Ahl al-Bayt .
In generale, i sunniti accettano anche il significato spirituale dell'evento di purificazione esaltato nel Corano ed elaborato da Saheeh Hadith (vedi sotto), ma non riconoscono l'accezione politica che gli sciiti deducono da questa dottrina.
Un hadith attribuito ad Aisha riporta:
"Una mattina il Messaggero di Allah uscì con un mantello di lana nera. Giunse Ĥasan Bin Alì, e il Profeta lo cinse col mantello, poi venne Husayn, e cinse anche lui con esso, poi venne Fatima, e cinse anche lei con esso, e dopo di lei venne Alì, e il Profeta cinse anche lui con il mantello; disse dunque:"Allah vuole solo portare via da voi “Ahl al-bayt” l’impurità, e purificarvi di una purificazione [completa]."
I Sunniti tendono a vedere ciò come Ṣaḥīḥ includendolo nel Sahih Muslim.

## Riepilogo degli argomenti

### Contesto
Alcuni studiosi sunniti sostengono che le mogli di Maometto furono incluse nella seconda parte del versetto 33:33, poiché sono citate all'inizio del versetto 33:33. Respingono l'idea che nella parte finale di questo versetto, la purificazione sarebbe indirizzata esclusivamente a Muhammad, Ali, Fatima, Hasan e Husain, poiché hanno in mente il contesto del versetto nel suo insieme. Anche se la maggior parte dei sunniti accetta l'hadith Sahih e concorda con gli sciiti sul fatto che il privilegio speciale è conferito ai cinque.
La contro-argomentazione sciita è che il verso stesso dice "solo", il che implica che la benedizione è esclusiva per un singolo gruppo e uno diverso dalle mogli, vale a dire Dio desidera allontanare l'impurità dal "solo" tu, "O popolo della casa", e da nessun altro, ed è per questo che i sei severi comandamenti degli altri versetti vengono dati alle mogli, perché non sono protette e devono agire di conseguenza; la "gente di casa", d'altra parte, non ha bisogno di tali istruzioni. Gli sciiti sottolineano anche che la retorica abbia una certa propensione per un carattere maschile nella parte finale del verso, mentre in quella iniziale ne aveva uno femminile.

### Genere
Gli sciiti sostengono anche che la prima parte del verso si rivolge a una persona o un gruppo di genere femminile, mentre la seconda parte si rivolge al genere maschile, nel senso che almeno una persona nel gruppo è un maschio.
Il Laudian Professor of Arabic all'Università di Oxford, Wilfred Madelung fece la seguente osservazione sul versetto della purificazione:
"Chi sono le "persone di casa" qui? Il pronome che si riferisce a loro è al plurale maschile, mentre la parte precedente del verso è al plurale femminile. Questo cambiamento di genere ha evidentemente contribuito alla nascita di vari racconti su un personaggio leggendario, legando l'ultima parte del verso alle cinque Persone del Mantello (ahl al-kisā '): Muhammad,' Ali, Fātima, Hasan e Husayn. Nonostante l'evidente accezione sciita, la grande maggioranza dei rapporti citati da al-Tabari nel suo commento su questo versetto supporta questa interpretazione."
Secondo Laura Veccia Vaglieri in Encyclopaedia of Islam:
"Un versetto del Ḳurʾān (XXXIII, 33) dice: "Dio desidera solo rimuovere da te l'impurità, o Popolo della casa" (Ahl al-bayt [qv ]). I versi precedenti contengono istruzioni per le mogli del Profeta, e lì i verbi e i pronomi sono al plurale femminile; ma in questo verso, indirizzato al Popolo della Casa, i pronomi sono al plurale maschile. Quindi, non è più una questione delle mogli del Profeta, o solo di loro. A chi si riferisce allora? L'espressione Ahl al-bayt può significare solo "Famiglia del Profeta". Il privilegio accordato da Dio a quest'ultimo (originariamente interamente spirituale, ma in seguito non solo) conduceva naturalmente tutti i parenti di Muhammad, quelli più vicini a lui, quelli appartenenti ai rami collaterali della famiglia e al di là di questi gruppi della comunità come gli Anṣār, o addirittura l'intera comunità, per rivendicare un posto nell'Ahl al-bayt. Ma c'è una storia raccontata in molte tradizioni secondo le quali Muhammad si riparava sotto il suo mantello (o sotto una coperta o sotto una specie di tenda), in varie circostanze ¶ (inclusa l'occasione in cui si stava preparando per il mubāhala), con i suoi nipoti al -Ḥasan e al-Ḥusayn, sua figlia Fāṭima e suo genero ʿAlī; e così sono questi cinque a cui viene assegnato il titolo Ahl al-kisāʾ o "Popolo del mantello". Sono stati compiuti sforzi per includervi le mogli di Muhammad; in generale, tuttavia, il numero dei privilegiati è limitato a questi cinque."

## L'incidente di Mubahala
Secondo le raccolte di hadith sunniti, si narra che tra il nono e il decimo anno dopo l'Egira, un inviato cristiano arabo di Najrān (nel nord dello Yemen e in parte in Arabia Saudita ) andò da Maometto per discutere su quale delle due parti avesse commesso un errore nella sua dottrina riguardante Gesù (Corano 3:61). Maometto si offrì di fare la tradizione araba conosciuta come Mubahala, dove ogni parte in conflitto dovrebbe coprirsi, e tutti i gruppi insieme chiedono sinceramente a Dio di distruggere e infliggere maledizioni alla parte bugiarda e alle loro famiglie. Maometto, per dimostrare loro che era un profeta, portò sua figlia Fatima e i suoi nipoti sopravvissuti, Hasan e Hussain e Ali ibn Abi Talib e tornò dai cristiani e disse che questa era "la mia famiglia ( ahl ) e coprì se stesso e la sua famiglia con un mantello.
Gli sciiti credono che questo autentico hadith sia la prova per chi legge il Corano che, quando menziona l'Ahl al-Bayt, include solo Ali, Fatimah e i loro discendenti. La maggior parte delle fonti sunnite sono d'accordo con la credenza sciita, affermando che solo l'Ahl al-Kisa, Muhammad, sua figlia Fatimah e i suoi due nipoti, Hasan e Husayn e Ali ibn Abi Talib, hanno partecipato all'evento - nessuna delle sue mogli, altre nipoti o suoceri sono stati scelti.

## Visione sciita
Gli sciiti celebrano questo evento come Eid-e Mubahala . Questo hadith fornisce lo sfondo per il "verso di purificazione" o ayah al-tatheer della Sūra Al-Ahzab nel Corano per cui Dio identificò esplicitamente l'Ahlul Bayt :
"E dimorati tranquillamente nelle tue case, e non ostentare i tuoi incantesimi come erano soliti ostentarli ai vecchi tempi dell'ignoranza pagana; e sii costante nella preghiera, e rendi le quote purificanti, e presta attenzione a Dio e al Suo Apostolo: Dio desidera rimuovere tutta la sporcizia e l'impurità da te, o Popolo della Casa del Profeta, e renderti completamente libero da ogni contaminazione." (33:33)
La tradizione di questo hadith va da diverse fonti a Fatima, figlia di Maometto. Racconta che una volta che suo padre visitò la sua casa, aveva la febbre e non si sentiva bene, per cui chiese un mantello yemenita che Fatimah gli portò e glielo piegò. Successivamente si unì sotto quel mantello yemenita ai nipoti Hassan e Husayn, a cui seguirono il padre Ali, cugino e genero di Maometto. Alla fine, Fatimah chiese il permesso di entrare in quel mantello. Quando tutti e cinque si unirono sotto il mantello, Maometto narrò loro il versetto coranico 33:33 secondo cui tutti e cinque erano scelti, e dichiarò che chiese a Dio di allontanare tutte le impurità da tutti loro. Muhammad ha quindi pregato Dio di dichiararli tutti e cinque come il suo Ahl al-Bayt e tenere lontano il Najasat (impurità). A quella richiesta, Dio mandò immediatamente Gabriele a rivelare a Maometto che tutti i cinque sotto il mantello sono più cari e più vicini a Dio e sono Tahir (il più puro dei puri) senza alcuna traccia di impurità.

## Applicazione politica
Gli hadith del mantello e il verso di purificazione furono utilizzati in varie occasioni dall'Ahl al-Bayt per affermare le proprie convinzioni sulla leadership politica e spirituale della comunità musulmana. Ad esempio, alla riunione che fu convocata dopo la morte di ʿOmar ibn al-Khaṭṭāb nel 644 per selezionare un califfo, Ali fece il seguente discorso: "C'è qualcuno tra noi a parte me stesso a cui è stato rivelato il" verso di purificazione "?" Quando hanno risposto "no" ha continuato: "Il Popolo della Casa trabocca di abbondanti virtù, poiché il Corano dice:" Dio desidera rimuovere tutta la sporcizia e l'impurità da te o Casa del Profeta e renderti completamente libero da inquinamento.' (33:33) Dio ha quindi rimosso da noi tutto il male, esteriore e interiore, e ci era stato posto sul sentiero della verità e della giustizia".

## Visione sunnita
Alcuni studiosi sunniti osservano che il "verso di purificazione" è stato rivelato a cinque persone: Muhammad, Ali, Fatimah, Hassan e Husayn. Altri sostengono che il "verso di purificazione" non può riferirsi all'inerranza degli Imam perché il contesto in cui si verifica si riferisce alle mogli di Maometto e richiede che anche esso si riferisca a loro, o che almeno non possano essere escluse dalla categoria a cui si rivolge. Se dovesse implicare l'inerranza, allora anche le mogli di Maometto dovrebbero essere inerranti, una convinzione che gli studiosi sunniti non sostengono. Gli studiosi sciiti, tuttavia, credono nell'infallibilità di Maometto. Ibn Kathir nel suo tafsir del verso pertinente afferma che "gli studiosi [sunniti] sono d'accordo all'unanimità che in questo caso [le mogli di Maometto] sono state la ragione della rivelazione... ma altri possono essere inclusi a titolo di generalizzazione".
Tuttavia, secondo lo storico sunnita al-Tabari, il termine ahl al-bayt si riferisce ad 'Ali, Fatima, Hasan e Husayn. In riferimento al versetto 33:33, L. Veccia Vaglieri, nel suo articolo dell'Enciclopedia sull'Islam intitolato "Fatima", scrive:
"[…] I versi precedenti contengono istruzioni per le mogli di Maometto, e lì i verbi e i pronomi sono al plurale femminile; ma in questo verso, indirizzato al Popolo della Casa, i pronomi sono al plurale maschile. Quindi, non è più una questione delle mogli di Maometto, o solo di loro ... L'espressione Ahl al-bayt può significare solo "Famiglia del Profeta".